# Iraj Danaeifard
Iraj Danaeifard (11. března 1951 Teherán – 12. prosince 2018 Šíráz) byl íránský fotbalový záložník. Zemřel 12. prosince 2018 ve věku 67 let na selhání jater.

## Klubová kariéra
Hrál v Íránu za Esteghlal FC, Oghab FC a PAS Teherán FC a v americké NASL za tým Tulsa Roughnecks.

## Reprezentační kariéra
Za íránskou fotbalovou reprezentaci nastoupil v letech 1977–1980 v 17 reprezentačních utkáních a dal 3 góly. Byl členem íránské reprezentace na Mistrovství světa ve fotbale 1978, nastoupil ve 2 utkáních.